# Roxy DeVille
Roxy DeVille (Indiana; 8 de noviembre de 1982) es una actriz pornográfica estadounidense. Empezó en el cine para adultos en 2005 a los 23 años de edad, y desde entonces ha aparecido en unas 390 películas.
También ha aparecido en la película de 2008 Sex and the City. En la que apareció con la también actriz porno Ryder Skye.

## Premios
- 2008 Premios XRCO – Unsung Siren[3]
- 2009 Premios CAVR – BTS del año[4]